# Karl Grune
Karl Grune (Vienne, 22 janvier 1885 - Bornemouth, 2 octobre 1962) est un cinéaste autrichien. Il est notamment connu pour avoir écrit et réalisé La Rue (Die Straße) en 1923, ainsi que pour son Königin Luise en deux parties (1927-1928), dans lequel Charles Vanel interprétait le rôle de Napoléon.

## Filmographie partielle
- 1922 : Der Graf von Charolais
- 1923 : Grisou (Schlagende Wetter)
- 1923 : La Rue (Die Straße)
- 1926 : Les Frères Schellenberg (Die Brüder Schellenberg)
- 1929 : Danseuse de corde
- 1929 : Waterloo
- 1931 : La Maison jaune de Rio coréalisé avec Robert Péguy
- 1935 : Le Sultan rouge (Abdul the Damned)
- 1936 : Pagliacci